# Exotica
Exotica – cykl poematów o tematyce genezyjskiej i historiozoficznej, przyglądający się motywom stworzenia świata i człowieka z punktu widzenia egzotycznych mitologii. Kolejne poematy cyklu to:
- Bogowie (Legenda z wysp Tonga),
- Wieki (Legenda Meksykańska),
- Stworzenie kobiety (Legenda z Nowej Zelandii),
- Olbrzymy (Legenda z Gwatemali)

Tematyka wszystkich poematów cyklu odpowiada typowym młodopolskim nastrojom i fascynacjom (nietzscheanizm, shopenhaueryzm, kobieta diaboliczna, femme fatale, schyłek wieku), stanowiąc ich egzotyczny wariant. Lange stara się wyjrzeć w problemach dekadenty daleko poza granice kultury europejskiej. Jednocześnie wykazując różnice między światopoglądem egzotycznych ludów a ich interpretacją dokonaną przez Europejczyka.